# Webb, Mississippi
Webb là một thành phố thuộc quận Tallahatchie, tiểu bang Mississippi, Hoa Kỳ. Năm 2010, dân số của thành phố này là 565 người.

## Dân số
- Dân số năm 2000: 587 người.
- Dân số năm 2010: 565 người.